# 叢林巡航
叢林巡航是一項多個迪士尼主題樂園內探險世界中的室外乘船遊樂設施，在迪士尼樂園、神奇王國、東京迪士尼樂園中皆有設置。而在香港迪士尼樂園該設施則稱為森林河流之旅。只有巴黎迪士尼樂園和上海迪士尼乐园這两座神奇王國風格迪士尼樂園是沒有叢林巡航設施。
設施內容模擬一艘在亞洲、非洲和南美洲數條主要河流上行駛的船隻。樂園遊客將搭乘仿製的蒸氣渡船（tramp steamers），在沿途中會經過許多發聲機動叢林動物。整趟旅程會由現場的迪士尼演藝人員（cast member）擔任嚮導，並在途中使用預先編好的幽默腳本進行旁白解說。

## 迪士尼樂園
叢林巡航是迪士尼樂園開幕當天的首波遊樂設施之一，而設施從當時便持續開放至今，主題和故事內容也幾乎未曾改變。最初的計劃是要在設施內使用真的動物，但真的動物在白天時通常都在睡眠中。除了設施內部的修改與日常維護外，從開幕至今共新增了四個主題場景。設施的河道在1994年為了增建奪寶奇兵冒險旅程的排隊區和入口建築而改道。

## 香港迪士尼樂園

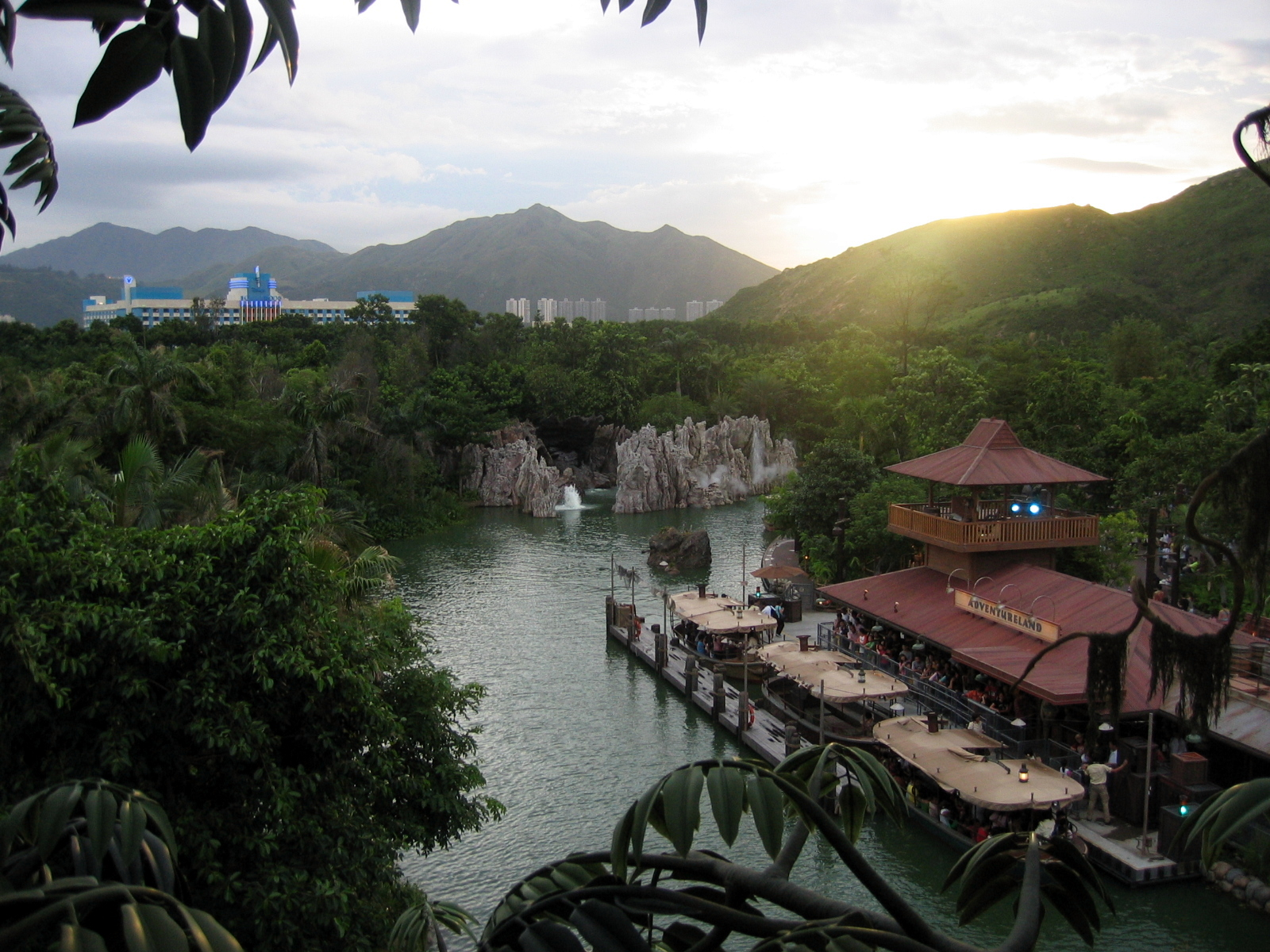
香港迪士尼樂園的森林河流之旅。

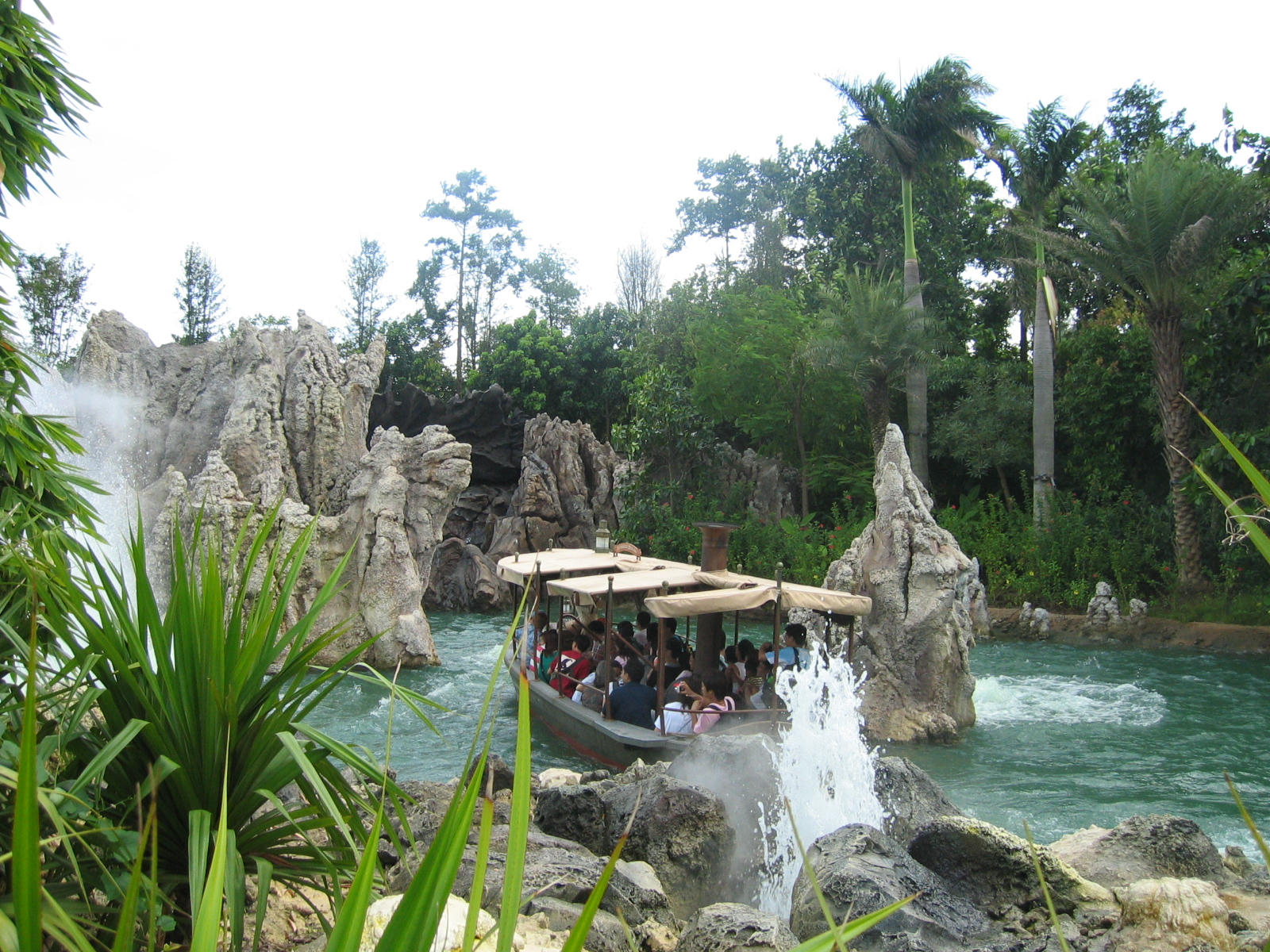
香港迪士尼樂園的森林河流之旅特設火神與水神之間的戰爭

香港迪士尼樂園版本稱為「森林河流之旅」，其路線圍繞著泰山小島（又名火島）行駛，而路線形狀與其他樂園的叢林巡航有著很大的不同。旅程的最後高潮包括火神與水神之間的戰爭。設施提供三種語言的嚮導，分別是廣東話、英語和普通話。每一種語言皆有各自的排隊入口，遊客可以選擇自己偏好的語言。

### 主要變更
- 2006年：加入了食人魚攻擊和受困的探險家場景。猩猩營地、非洲草原和獵頭族領地場景也有所強化。
- 2007年：在5月至8月的「海盜入侵」活動期間，加入了一個臨時主題場景。
- 2024年：將布教授營地和受困的探險家場景更換，並加入香港岩石探險家兼「冒險家・探險家學會」成員──石磊碩博士為主題。

### 船隊
該設施共有9艘船隻，最大同時運行的數量為8艘。
- 亞馬遜安妮（Amazon Annie）
- 剛果皇后（Congo Queen，輪椅可乘搭）
- 恆河女孩（Ganges Gal，輪椅可乘搭）
- 伊洛瓦底伊拉瑪（Irrawaddy Irma）
- 麗江淑女（Lijiang Lady）
- 湄公美人（Mekong Maiden）
- 尼羅妮妮（Nile Nellie）
- 揚子盈盈（Yangzi Ying Ying）
- 贊比西薩爾達（Zambezi Zelda）

## 巴黎迪士尼樂園
由於法國北部的低溫和天氣，巴黎迪士尼樂園中並沒有叢林巡航設施。由於許多法國的其他遊樂園內有著類似的模仿設施，因此法國的遊客可能不會對迪士尼的叢林巡航感到新鮮有趣。巴黎迪士尼樂園曾規劃一項搭乘吉普車探索叢林的室內遊樂設施「叢林探險」（Jungle Expedition），但最後由於財政問題遭到取消。

## 改編電影
- 《叢林奇航》：2021年電影，由豪梅·寇勒特-瑟拉執導，巨石強森和愛蜜莉·布朗主演。

## 資料來源
1. ↑  . 東京迪士尼樂園.   [2014-08-12]. （原始内容存档于2014-08-12）.
2. ↑  . 香港迪士尼樂園.   [2014-08-12]. （原始内容存档于2014-08-12）.
3. ↑  Tully, Sarah. . The Orange County Register. 2012-07-28: Local 4.
4. ↑  .   [2014-08-12]. （原始内容存档于2012-04-07）.

## 外部連結
- 華特迪士尼世界度假區官方網站 - 叢林巡航
- 東京迪士尼樂園官方網站 - 叢林巡航
- 叢林巡航搭乘影片（页面存档备份，存于）（YouTube）
- 叢林巡航（页面存档备份，存于）（WDWHistory.com）